# Fernando de Peñalver (municipalité)
Pour les articles homonymes, voir Penalver.
Fernando de Peñalver est l'une des vingt-et-une municipalités de l'État d'Anzoátegui au Venezuela. Son chef-lieu est Puerto Píritu. En 2011, la population s'élève à 33 437 habitants.

## Géographie

### Subdivisions
La municipalité possède deux paroisses civiles et une parroquia capital, traduite ici par « capitale » (en italiques et suivie d'une astérisque) avec, chacune à sa tête, une capitale (entre parenthèses) :
- Capitale Fernando de Peñalver * (Puerto Píritu) ;
- San Miguel (San Miguel) ;
- Sucre (El Hatillo).